# Grêmio Esportivo Brasiliense
Le Grêmio Esportivo Brasiliense était un club brésilien de football basé à Núcleo Bandeirante dans le district fédéral.

## Palmarès
- Championnat de Brasilia :
  - Champion : 1959, 1970